# Albero Alto
Albero Alto (aragónul Albero d'Alto) település Spanyolországban, Huesca tartományban. Albero Alto Albero Bajo, Alcalá del Obispo, Argavieso, Monflorite-Lascasas, Novales és Piracés községekkel határos. Lakosainak száma 128 fő (2024).

## Népesség
A település lakosságának változását az alábbi diagram mutatja:
| Lakosok száma | 104  | 114  | 125  | 123  | 134  | 125  | 114  | 117  | 118  | 128  |
|               | 2001 | 2004 | 2006 | 2009 | 2011 | 2014 | 2016 | 2019 | 2021 | 2024 |